# Musée Nicéphore-Niépce

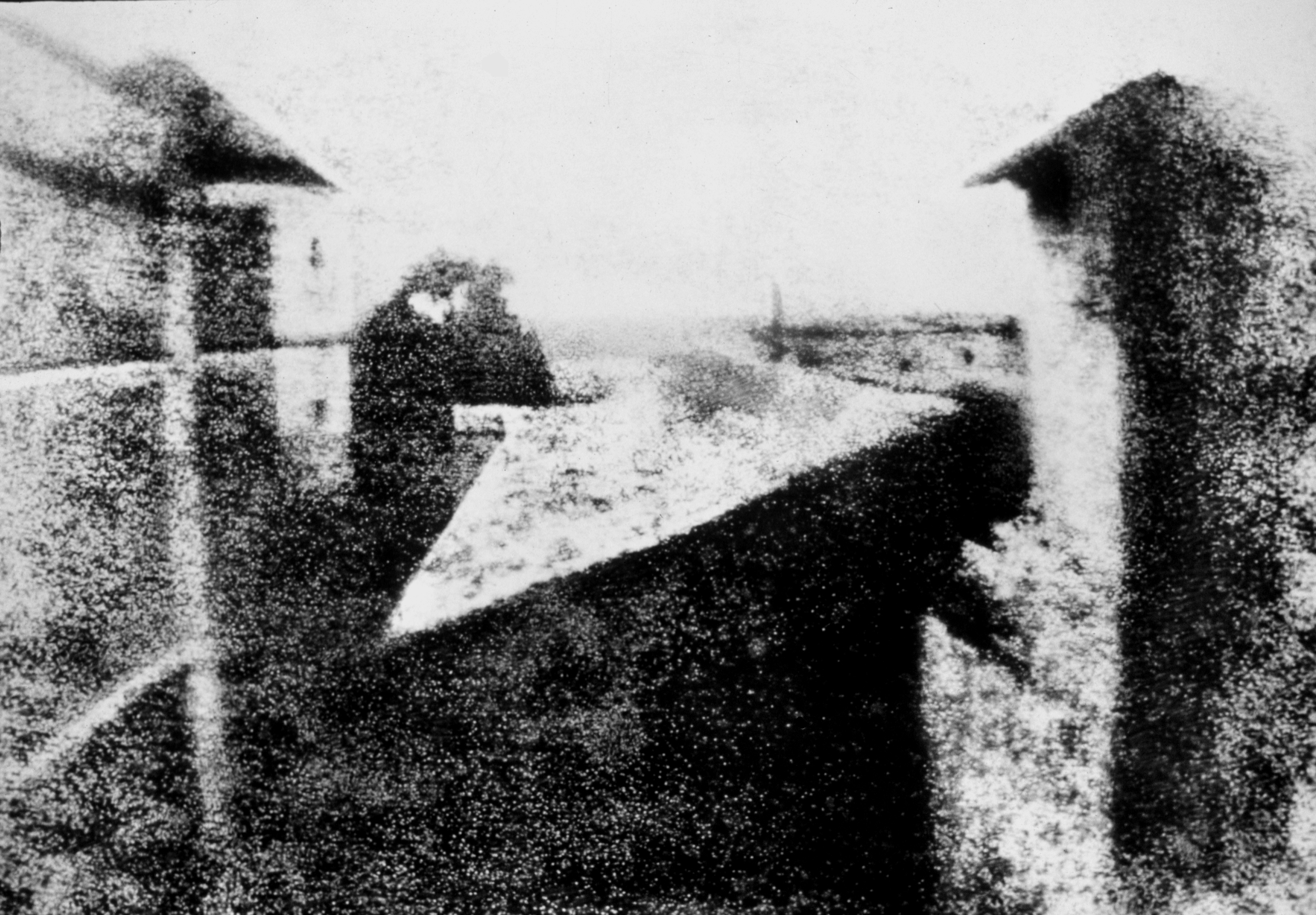
Nicéphore Niépce: Das erste Foto (Heliografie von 1826)

Das Musée Nicéphore-Niépce  ist ein Photographiemuseum in Chalon-sur-Saône im Département Saône-et-Loire. Es ist nach dem Pionier der Fotografie Nicéphore Niépce benannt, der im nahe gelegenen Saint-Loup-de-Varennes lebte. Kern des im April 1972 eröffneten Museums ist die dem Thema Niépce gewidmete Sammlung von Jules Chevrier aus dem Jahr 1860. Sein Bestand umfasst etwa drei Millionen fotografische Abbildungen verschiedener Verfahren, dazu  mehr als eine Million Negative, über 1500 Fotoapparate, darunter die ersten fünf jemals gebauten und etwa 8000 einschlägige Bücher.
Zusätzlich finden Sonderausstellungen statt, so z. B.:
- 1978 Einzelausstellung des französischen Fotografen Jean-Claude Gautrand.